# 小召乡
小召乡，是中华人民共和国河南省许昌市建安区下辖的一个乡镇级行政单位。

## 行政区划
小召乡下辖以下地区：
双楼马村社区、前冯村社区、天王寺社区、圪塔张村社区、崔庄村社区、北寨村、南寨村、赵庄村、邱庄村、尤里村、孙衡村、小屈村、韩集村、韩西村、盐城村、绰韩村、河沿张村、毛里村、戴庄村、唐杨村、张庄村、段桥村、岗曹村、大屈村、段墓村、朱庄村、韩东村、郑杨村、屯里村、斜店村和洼李村。